# Mario Ricci
Mario Ricci (* 13. August 1914 in Padua; † 22. Februar 2005 in Como) war ein italienischer Radrennfahrer.

## Radsport
Mario Ricci war Profi-Radrennfahrer von 1938 bis 1950. Seine größten Erfolge waren die beiden Siege 1941 und 1945 bei der Lombardei-Rundfahrt. 1943 wurde er italienischer Meister im Straßenrennen. Bei den UCI-Straßen-Weltmeisterschaften 1946 in Zürich belegte er Platz vier und bei der Straßen-WM 1947 in Valkenburg Platz fünf.
1946, 1947 und 1948 entschied Ricci jeweils eine Etappe des Giro d’Italia für sich. 1941 wurde er Zweiter und 1946 Dritter bei Mailand–Sanremo. 1945 gewann Ricci die Trofeo Matteotti, 1946 das Rennen Milano–Mantova und 1947 sowie 1949 die Coppa Bernocchi. Zudem verbuchte er zahlreiche Siege und Podiumsplätze bei weiteren italienischen Rennen.
Von 1968 bis 1972 war Mario Ricci in der sportlichen Leitung der italienischen Straßen-Nationalmannschaft tätig.

## Motorsport
Bereits während seiner aktiven Zeit als Radrennfahrer und verstärkt nach dem Ende der Radkarriere bestritt Mario Ricci ausgewählte Autorennen. Er ging mehrmals bei der Mille Miglia an den Start und wurde 1953 auf einem Ferrari 375MM Gesamtsechster bei der Carrera Panamericana. Seinen letzten Einsatz hatte der beim 5-Stunden-Rennen von Messina 1956, wo er auf einem Gordini Gesamtzehnter wurde.

## Statistik

### Einzelergebnisse in der Sportwagen-Weltmeisterschaft
| Saison | Team                   | Rennwagen                  | 1   | 2   | 3   | 4   | 5   | 6   | 7   | 8 | 9 | 10 | 11 | 12 | 13 | 14 | 15 | 16 | 17 | 18 | 19 | 20 | 21 | 22 |
| ------ | ---------------------- | -------------------------- | --- | --- | --- | --- | --- | --- | --- | - | - | -- | -- | -- | -- | -- | -- | -- | -- | -- | -- | -- | -- | -- |
| 1953   | Scuderia Guastalla     | Lancia Ardea Ferrari 375MM | SEB | MIM | LEM | SPA | NÜR | RTT | CAP |   |   |    |    |    |    |    |    |    |    |    |    |    |    |    |
| 1953   | Scuderia Guastalla     | Lancia Ardea Ferrari 375MM |     | DNF |     |     |     |     | 6   |   |   |    |    |    |    |    |    |    |    |    |    |    |    |    |
| 1954   |                        | Gordini T20S               | BUA | SEB | MIM | LEM | RTT | CAP |     |   |   |    |    |    |    |    |    |    |    |    |    |    |    |    |
| 1954   |                        | Gordini T20S               | DNF |     |     |     |     |     |     |   |   |    |    |    |    |    |    |    |    |    |    |    |    |    |
| 1955   | Franco Bordoni-Bisleri | Gordini T24S               | BUA | SEB | MIM | LEM | RTT | TAR |     |   |   |    |    |    |    |    |    |    |    |    |    |    |    |    |
| 1955   | Franco Bordoni-Bisleri | Gordini T24S               |     |     | DNF |     |     |     |     |   |   |    |    |    |    |    |    |    |    |    |    |    |    |    |